# Argelos (Landes)
Argelos é uma comuna francesa na região administrativa da Nova Aquitânia, no departamento Landes. Estende-se por uma área de 6,46 km². Em 2010 a comuna tinha 167 habitantes (densidade: 25,9 hab./km²).